# Метал Холдінг Трейд
«Метал Холдінг Трейд» — українська компанія, яка працює на ринку металопрокату. Станом на 2019 рік входила до переліку найбільших в Україні платників податків. На підприємстві працюють близько 500 співробітників. Філії компанії розташовані у 10 містах України. У структурі продажів компанії чорний прокат займає 70 %, неіржавна сталь — 25 %, а алюміній — 5 %.

## Історія
Компанія зареєстрована у вересні 1992 року. На початку у штаті працювало 5 співробітників, а сама компанія виступала як дилер Новомосковського трубного заводу та Нижньодніпровського трубопрокатного заводу імені Карла Лібхнехта. 1998 року компанія під ім'ям ТОВ «Альянс» почала займатися реалізацією неіржавною сталю, а у 2010 році відбулося злиття з материнською компанією під назвою «Метал Холдінг Трейд». Засновниками компанії є Сергій Лойченко, Олег Мельник та Володимир Побережняк. 2012 року Лойченка було включено виданням «Фокус» до списку 200 найбагатших людей України, де він посів 125 місце з доходом у 72,6 млн доларів.
2014 року «Метал Холдінг Трейд» здійснив емісію облігацій на суму 45 млн грн.
Оборот компанії в період з 2017 по 2019 рік склав понад 7 млрд грн. При цьому за цей період компанія сплатила такі податки: ПДВ — понад 73 млн грн, податок на прибуток — понад 40 млн грн, ЄСВ — понад 25 млн грн, військового збору — близько 2 млн грн, ПДФО — понад 22 млн грн.
2019 року компанія заявила про блокування її роботи Службою безпеки України та Генеральною прокуратурою України. Чистий прибуток компанії в 2019 році склав 30,4 млн грн, а у 2020 році — 13,8 млн грн.
З початком російського вторгнення компанія брала участь у виготовленні протитанкових їжаків та перераховувала гроші на потреби українських волонтерів та армії. Чистий прибуток компанії за 2022 рік склав 29,921 млн грн.

## Структура компанії
Головний офіс компанії знаходиться у Київ, Саперно-Слобідський проїзд, 30. 
Станом на червень 2023 року на території України функціонує 14 оптові та роздрібні металоцентри.
Металоцентри в Україні:
- Київ, Саперно-Слобідський проїзд, 4;
- Київ, вул. Володимира Качали, 5;
- Київ, вул. Лугова, 9;
- Вінниця, вул. Київська, 78;
- Дніпро, вул. Олександра Оцупа, 1-м;
- Львів, вул. Навроцького, 1-а;
- Одеса, вул. Боровського, 31;
- Полтава, вул. Маршала Бірюзова, 51а;
- Харків, вул. Каштанова, 29;
- Хмельницький, вул. Курчатова, 117;
- Чернігів, вул. Ціолковского, 9;
- Рівне, вул. Млинівська 24;
- Кропивницький, вул. Перша Виставкова, 41;
- Житомир, вул. Сергія Параджанова, 90;

## Власники
Станом на 2023 власниками «Метал Холдінг Трейд» були Сергій Лойченко (75 %), Олег Мельник (12,5 %) та Володимир Побережнюк (12,5 %). Керівником є Сергій Круть.